# AC Pro Sesto
AC Pro Sesto is een Italiaanse voetbalclub uit Sesto San Giovanni. Ze speelt in de Serie D. De club werd in 1913 opgericht.

## Bekende (oud-)spelers
- Ross Aloisi
- Cristian Brocchi
- Gustavo Carrer
- Paolo Orlandoni
- Stefano Eranio
- Matjaž Florjančič